# 山口清
山口 清（やまぐち きよし、1932年〈昭和7年〉12月24日 - 2015年〈平成27年〉2月5日）は日本の政治家。藤岡市議（2期）、群馬県議（5期）、第75代群馬県議会議長を歴任した。

## 経歴
1932年12月24日、群馬県多野郡美九里村（現・藤岡市）に生まれる。1951年、群馬県立藤岡高等学校（現・群馬県立藤岡中央高等学校）卒業。その後は家業の農林業に従事。
1967年、藤岡市議会議員選挙に立候補して初当選を果たし、2期務めた。市議会では、総務常任委員長、経済副委員長、藤岡市立図書館運営協議会長、多野藤岡広域市町村圏振興整備組合議会副議長、藤岡新町吉井鬼石環境衛生事務組合監査委員を歴任した。
1975年に群馬県議会議員選挙に立候補するも落選。1979年4月8日、群馬県議会議員選挙に藤岡市選挙区から立候補して、初当選を果たし4期務める。

### 1994年藤岡市長選挙
1994年2月14日、藤岡市長選挙への立候補を正式に表明した。同年4月17日、立候補に伴い県議を自動失職した。同年4月25日、塚本昭次に破れて落選した。
※当日有権者数：46,212人 最終投票率：82.12%（前回比：+0.12pts）
| 候補者名 | 年齢 | 所属党派 | 新旧別 | 得票数   | 得票率 | 推薦・支持                                                          |
| -------- | ---- | -------- | ------ | -------- | ------ | ------------------------------------------------------------------- |
| 塚本昭次 | 57   | 無所属   | 新     | 19,108票 | 50.9%  | 新生党・日本新党群馬県連推薦 日本社会党藤岡支部・公明党藤岡支部支持 |
| 山口清   | 61   | 無所属   | 新     | 18,455票 | 49.1%  | -                                                                   |

1999年4月11日、群馬県議会議員選挙で5選を果たして返り咲いた。2001年5月29日から2002年5月31日まで第75代群馬県議会議長を務めた。2003年4月13日、6選を目指して県議選に立候補したが、次点で落選した。
2015年2月5日、死去した。

## 人物
- 趣味は読書、将棋、麻雀、狩猟[1]。また、日本将棋連盟藤岡多野支部長、藤岡猟友会会長、群馬県猟友会理事、同会長の役職も歴任した[1]。

## 栄典
- 1993年 - 藍綬褒章[3]
- 2004年 - 旭日小綬章[3]
- 没後 - 従五位[10]